# Abrud, Constanța
Abrud (în trecut Mulciova) este un sat în comuna Adamclisi din județul Constanța, Dobrogea, România. La recensământul din 2002 avea o populație de 114 locuitori.